# Бердищево
Бердищево — деревня в Муромском районе Владимирской области России, входит в состав Ковардицкого сельского поселения. 

## География
Деревня расположена в 12 км на север от центра поселения села Ковардицы и в 17 км на северо-запад от Мурома. 

## История
Деревня впервые упоминается в окладных книгах Рязанской епархии 1676 года в составе Старо-Котлицкого прихода, в ней был двор стольника и полковника Матвея Осинова сына Кровкова, двор помещика Ивана Кровкова, 4 двора задворных слуг и 16 дворов крестьянских.
В конце XIX — начале XX века деревня входила в состав Новокотлицкой волости Муромского уезда, с 1926 года в составе Булатниковской волости. В 1859 году в деревне числилось 22 двора, в 1905 году — 51 дворов, в 1926 году — 78 дворов.
С 1929 года деревня являлась центром Бердищевского сельсовета Муромского района, с 1940 года в составе — Ново-Котлицкого сельсовета с 1954 года — в составе Михалевского сельсовета, с 1965 года — в составе Зименковского сельсовета, с 1977 года — в составе Савковского сельсовета, с 2005 года — в составе Ковардицкого сельского поселения. 

## Население
| 1859 | 1905 | 1926 | 2002 | 2010 | 2012 | 2021 |
| ---- | ---- | ---- | ---- | ---- | ---- | ---- |
| 206  | ↗267 | ↗336 | ↘14  | ↘5   | ↗16  | ↗26  |